# Circunscrições eclesiásticas da Diocese de Macau
Actualmente, a Diocese de Macau está dividida em nove paróquias (sete na Península de Macau, uma na Taipa e uma em Coloane). A divisão da Diocese de Macau em paróquias foi destinada a facilitar a administração e a evangelização, mas também para cumprir o Código de Direito Canônico da Igreja Católica, que determina que "a diocese ou outra Igreja particular divida-se em partes distintas ou paróquias." O nome destas divisões foram também utilizados para nomear as sete freguesias de Macau.

## História
Em 1672, existiu na então colónia portuguesa de Macau apenas três paróquias: a Sé, São Lourenço e Santo António. Em pleno século XX, em 1903, a Missão de São Francisco Xavier foi fundada em Coloane e restabelecida em 1963. Esta missão serve essencialmente para evangelizar e servir a pequena comunidade católica da ilha de Coloane, que está relativamente longe das outras paróquias. A criação da Quase-paróquia de São José Operário (em Iao Hon) e
da Quase-paróquia de São Francisco Xavier (em Mong-Há), no ano de 2000, teve por objectivo ajudar a evangelizar e servir uma parte da comunidade católica que as paróquias, nomeadamente a Paróquia de Nossa Senhora de Fátima, não conseguiram cuidar devidamente. Em 1 de Julho de 2019, as Quase-Paróquias de São Francisco Xavier (em Mong-Há), de São José Operário (em Iao Hon) e de São Francisco Xavier (em Coloane) foram finalmente erigidas como Paróquias.
A actual divisão territorial das paróquias, igual às respectivas freguesias, baseia-se na reforma feita pelo bispo D. Paulo José Tavares (1961-1973), que, de acordo com o Governo de Macau, remodelou as paróquias e a sua respectiva divisão territorial. Nesta remodelação, a paróquia de São Lázaro, constituída em 1923, deixou de ser uma paróquia pessoal dos chineses e passou a ser uma paróquia territorial destinada a todos os católicos, chineses e não chineses, que moravam nos seus limites territoriais. Os católicos chineses que viviam no território das outras paróquias passaram a pertencer às suas respectivas paróquias, desvinculando-se assim da paróquia de S. Lázaro.

## Lista
- Na Península de Macau:
  - Paróquia da Sé;
  - Paróquia de Nossa Senhora de Fátima;
  - Paróquia de Santo António;
  - Paróquia de São Lázaro;
  - Paróquia de São Lourenço;
  - Paróquia de São José Operário (Iao Hon);
  - Paróquia de São Francisco Xavier (Mong-Há).
- Nas ilhas da Taipa e de Coloane:
  - Paróquia de Nossa Senhora do Carmo, na ilha da Taipa;
  - Paróquia de São Francisco Xavier, na ilha de Coloane.